# Wilhelm Zangemeister
Wilhelm Karl Zangemeister (ur. 7 kwietnia 1871 w Gocie, zm. 3 lutego 1930 w Królewcu) – niemiecki lekarz ginekolog i położnik.

## Życiorys
Urodził się 7 kwietnia 1871 w Gocie. Studiował medycynę na Uniwersytecie w Heidelbergu, Uniwersytecie w Getyndze i Uniwersytecie Fryderyka Wilhelma w Berlinie. W 1895 w Heidelbergu otrzymał tytuł doktora medycyny. Następnie pracował jako asystent w tamtejszej klinice chirurgicznej u Vincenza Czerny’ego, później w klinice chorób kobiecych w Berlinie u Roberta Michaelisa von Olshausen i jako lekarz okrętowy. W 1904 roku został asystentem w klinice chorób kobiecych w Królewcu u Georga Wintera. W 1908 w Królewcu habilitował się z położnictwa i ginekologii.
Od 1910 profesor na Uniwersytecie w Marburgu, od 1925 profesor zwyczajny na Uniwersytecie Albrechta w Królewcu. Zmarł nagle 3 lutego 1930 na zawał serca.
Zangemeister opisał użyteczny rękoczyn położniczy, znany dziś jako 5. chwyt Leopolda albo chwyt Zangemeistera. Pozwala on na stwierdzenie niewspółmierności porodowej.

## Wybrane prace
- Die Lehre von der Eklampsie. S. Hirzel Verlag, 1926
- Frontaler Gefrierdurchschnitt durch die Beckenorgane einer an ruptura uteri bei verschleppter Querlage verstorbenen Kreissenden. F.C.W. Vogel Verlag, 1907
- Lehrbuch der Geburtshilfe. S. Hirzel, 1927
- Atlas der Cystoskopie des Weibes. Enke-Verlag, 1906
- Ueber Kindebettfieber 1909
- Diagnostische und therapeutische Irrtümer und ihre Verhütung beim Neugeborenen. Thieme-Verlag, 1922